# Reino de Quito

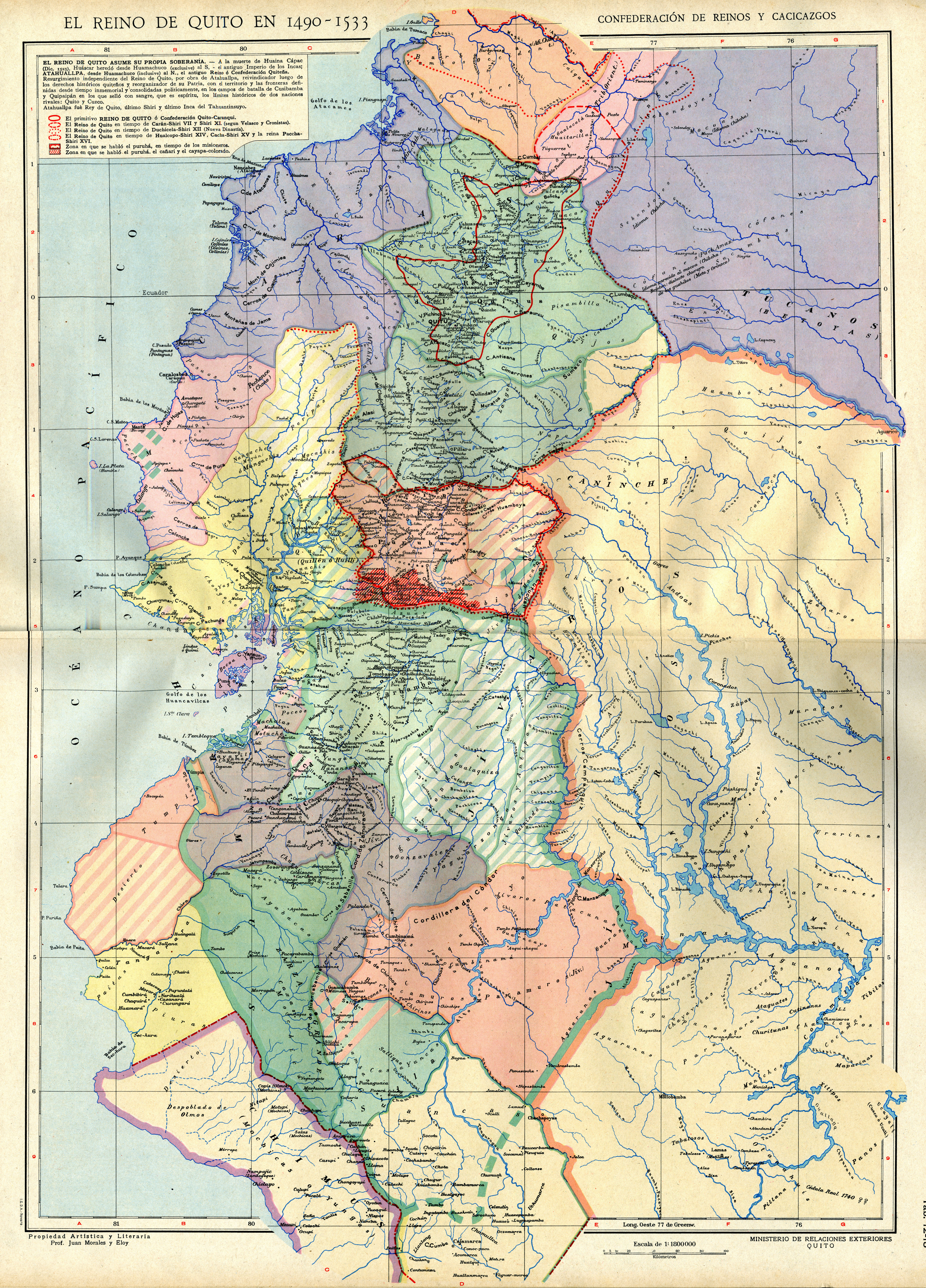
Mapa hipotético del reino de Quito.

Reino de Quito es el nombre con el que se identifica desde el siglo XVIII a una entidad territorial de carácter legendario formada por las tribus que ocupaban los actuales territorios ecuatorianos de Tungurahua, Chimborazo, Pichincha, Imbabura y Carchi, con su hipotética cabecera administrativa en Quito, según lo descrito en las crónicas de Juan de Velasco.
No existe evidencia histórica de la existencia de algún Estado en el territorio de Quito. Los hallazgos arqueológicos descartan la posibilidad de alguna unidad política o cultural en esos territorios. No existen referencias de otros historiadores o cronistas independientes a los escritos de Juan de Velasco sobre una monarquía preincaica, cultura cara o unos gobernantes shyris.
La historiografía moderna reconoce la existencia de múltiples señoríos étnicos que ocupaban los actuales territorios ecuatorianos de Tungurahua, Chimborazo, Pichincha, Imbabura y Carchi. Estos grupos formaron una alianza para combatir la expansión del Imperio inca sobre los territorios quiteños sucedida a finales del siglo XV e inicios del siglo XVI. La idea de algún «Reino de Quito» es considerada un mito fundacional del Ecuador contemporáneo.

## Etimología
Durante décadas, era costumbre alrededor del siglo XVI hasta el siglo XVIII, por parte de algunos escritores hispanohablantes, que se utilice el término «reino» para hacer alusión a entidades territoriales. La palabra «reino» proviene del latín "regnum", que a su vez deriva de un término fonético protoindoeuropeo que significa "gobierno" o "dominio". La raíz de esta palabra está relacionada con conceptos de gobierno, autoridad y dominio, y ha evolucionado a lo largo de la historia hasta llegar al término que conocemos en la actualidad. 
Juan de Velasco fue de los pioneros en emplear este sustantivo para referirse al lugar específico que abarcaba los hallazgos recopilados por su cuenta sobre el «Reino de Quito». También en su crónica "Viaje a la América Meridional", Antonio de Ulloa, ya utilizó el término «Reino de Quito» para mencionar estos territorios.

## Compilación histórica
Su historia se construye a partir de varias fuentes que narran la vida de los primeros pobladores de dichos territorios, las distintas olas migratorias, los ritos religiosos, las relaciones comerciales y las organizaciones políticas. A continuación se reproduce un resumen de las principales ideas descritas por Juan de Velasco.

#### Origen de los primeros pobladores
Existieron muchas culturas en la costa del territorio equinoccial pero destacan especialmente los Caras, que según la tradición llegaron primeramente por la Bahía de Caraquez. 

#### Su mitología
Este periodo de la historia relatado por cronistas como Cieza de León se une con la fábula puesto que relata cómo gigantes llegaron a la península de Santa Elena. Estos relatos eran comunes en toda la costa meridional aún durante los días de la conquista, por lo que fueron recogidos por los cronistas. Fernando Montesinos señala "el reinado de Ayar Taco Capac como la época en que los gigantes llegaron a Puerto Viejo, en una gran flota, y cuenta que su jefe llamado Chimo se dirigió al Sur y emprendió la construcción del tempo de Pachacámac." Estas historias fueron mantenidas durante toda la colonia por lo que enciclopedista Antonio de Alcedo en el siglo XVIII las recogería mencionando que "Es tradición que ese lugar estuvo habitado de gigantes y se hallan unos sepulcros disformes de que se han sacado huesos muy grandes que han caracterizado todos de figuras humanas".
Además, se conservan como en varias culturas, los mitos de un diluvio general que cubrió las tierras ecuatorianas, llegando a cubrir la selva y destruyendo a varios pueblos que ahí se encontraban, como el mítico "pueblo de la esmeralda" del que supuestamente descienden los señores de Quito, razón por la cual usan una esmeralda en la diadema real que simboliza el poder político. La cultura cañari también mantiene un origen cosmogónico que incluye un diluvio general a partir de su "Mito de la guacamaya", que fue rescatado por Velasco.
Los relatos bélicos, se centran en la historia de Quitumbe, popularizados por Giovanni Anello Oliva donde narra como Tumbe, quien habría usado la diadema de esmeralda, semejante a la diosa Umiña de la cultura manteños a través de su descendencia da origen a muchas ciudades del territorio actual, que también fue narrado por Blas Valera. Su relato buscaba dar un origen a la genealogía Inca en la península de Santa Elena para vincularlo al diluvio universal bíblico, con el fin de facilitar la evangelización. El mito narra como Tumbe quien fuera un cacique tuvo dos hijos: Quitumbe y Otoya quienes tenían peleas. Para evitar el conflicto, Quitumbe buscaría otras tierras, por lo que fundaría Tumbes en honor a su padre. Otoya por su conducta inmoral en Sumba recibió el castigo por sus pecados. Como consecuencia de esto, los gigantes resurgieron como castigo y lo capturaron. Quitumbe escuchó que su hermano estaba caído preso y se alejó del lugar para fundar Quito, con el fin de crear un ejército para rescatar a su familia en Sumba y vencer a los gigantes. Posteriormente fue al sur para seguir fundando ciudades hasta el valle del Rímac donde falleció. Tuvo dos hijos, Guayanay y Tome. El primera se casaría con Cigar, una hija de un curaca del valle de Pachacamác y tendrían de hijo a Atau, quien fue padre de Manco Cápac.

#### Las dinastías del reino
Quito fue fundada por los quitus y más tarde conquistada y refundada por los caras, quienes conservaron el nombre de Quitu. La unión entre ambos pueblos dio lugar a los quitu-caras o shyris.
Velasco aquí caracteriza al reino de Quito como una confederación militar con fines defensivos contra los conquistadores incas. Afirma que el reino de Quito estaba formado por los pueblos precolombinos shyris (quitu-caras), caranquis y puruháes, que se unieron para enfrentar a los incas cuando llegaron a la región de Quito. 
La versión moderna del relato es que la ciudad de Quitu fue refundada por los caras quienes, luego de desembarcar en las costas de Manabí, conducidos por Carán subieron hacia la cordillera y dominaron a los quitus. Se asentaron en la región y establecieron su poblado principal en donde hoy se levanta la ciudad de Quito. Los habitantes originales, llamados quitus, eran atrasados y débiles, y formaban un reino pequeño y mal organizado, por lo que no pudieron oponer una resistencia vigorosa a los invasores, y fueron fácilmente vencidos y subyugados por ellos. Luego de la conquista caranqui, las razas se mezclaron, que fueron conocidos como quitus-caras o como shyris.
Fuera de la identidad de los fundadores de Quito, el cronista se refiere al reino homónimo como una unidad política que comprendía los Andes meridionales, cuya capital estaba en la ciudad de Quito. El reino de Quito fue absorbido por el Imperio inca, quienes se asentaron durante alrededor de 40 años.

## Hallazgos arqueológicos
El valle donde está situado Quito estuvo poblado desde el 900 a. C.
Cronológicamente a través de la interpretación de Velasco, se revelan los viajes realizados por pueblos indígenas en etapas muy antiguas, mucho antes de la llegada de los incas y españoles.
El descriptor "Reino de Quito" de Velasco, corresponde a los señoríos étnicos que poblaron el antiguo Ecuador a partir del año 800 d. C..
El Reino de Quito de Velasco, con o sin unidad de gobierno, corresponde a lo que la historia indígena reconoce como Señoríos étnicos, existentes entre 800 d. C. y 1500 d. C..
La arqueología ha demostrado la existencia de pueblos altamente organizados en el territorio que Velasco atribuyó al «Reino de Quito», con numerosas concentraciones de montículos artificiales.
Tal es el caso de los montículos de Real Alto, La Tolita, Milagro, y de los numerosos grupos de tolas que se encuentran en la ruta que supuestamente siguieron los Caras en dirección a los valles andinos, es decir, el noroccidente de Pichincha, poblado de montículos y plataformas rectangulares de tierra.
Igualmente, los sitios con tolas y pirámides truncadas en la Sierra norte son abundantes, siendo algunos de los más representativos los conjuntos de Cochasquí, Socapampa, Gualimán, El Chota, Zuleta, Pinsaquí, Puntiachil.
Alrededor del año 980 d. C.., una migración marinera conocida de los Caras llega a la provincia de Manabí y se establece en el callejón interandino, formando una confederación tribal en la Sierra. Adoptan el nombre de Shyris tras fusionarse con los Quitus.
Velasco menciona costumbres como el entierro directo en el suelo, la deformación craneana, la adoración al sol y la luna, y el uso del idioma quichua.
Los Quitus y Caras utilizaron una arquitectura sencilla con tierra y cangagua en construcciones habitacionales, funerarias, ceremoniales y agrícolas. Velasco anticipó estos indicios, ahora confirmados por la arqueología.
En 1789, Juan de Velasco, quien es un criollo súbdito de la monarquía española, escribe la historia de Quito basándose en fuentes orales y escritas. Plantea la existencia del "Reino de Quito" de un pasado pre-incaico.
El tema de la obra del historiador Padre Juan de Velasco se convierte en el más controvertido y discutido del siglo XX en la historia nacional ecuatoriana. Ha sido objeto de debates entre quienes apoyan su tesis y aquellos que la critican.
Velasco describió que este controvertido reino estaba compuesto por 34 "provincias" y menciona otros "estados independientes" correspondientes a señoríos étnicos o cacicazgos.
La versión resumida de Velasco es vista por algunos como una leyenda sin fundamento histórico, pero ha sido defendida por eruditos como Juan Félix Proaño, Pío Jaramillo Alvarado, Luciano Andrade Marín, y los esposos Costales-Peñaherrera. Sin embargo, también ha sido criticada por González Suárez y Jijón y Caamaño, aunque esté último elogió a Velasco como "historiador de mérito".
Históricamente, en la comunidad detractora hay desacuerdo en la aceptación de hechos como; «la migración de navegantes desconocidos», «la dinastía de los Shyris» y «la existencia de una entidad política en la región interandina», las cuales, al final, convergen en una, que es la negación total de toda forma de existencia, de la entidad territorial.
Por otro lado, la migración marinera y los contactos en el perfil costanero de América han sido tema de interés arqueológico, respaldando la idea de interacciones entre culturas.
En tiempos recientes, se ha comprobado el desplazamiento a lo largo del litoral del Pacífico, destacando el intercambio de la concha spondylus.
El entierro del Señor de Sipán en Perú, con objetos de metales preciosos y concha spondylus de las costas ecuatorianas, confirma los contactos entre pueblos costeros de América.
Las plataformas ceremoniales revelan un sistema de gobierno basado en sistemas agrícolas intensivos y un alto nivel de desarrollo social.

#### Controversia histórica, y desacuerdos
Pese a los hallazgos, tanto historiadores como arqueólogos han cuestionado la existencia de algún Estado antiguo. La afirmación de que existió el Reino de Quito fue puesta en duda por el mencionado Arzobispo ecuatoriano Federico González Suárez, el cual prefirió considerarlo como un grupo de señoríos étnicos. Esta propuesta fue respaldada por Jacinto Jijón y Caamaño, quien a principios del siglo XX (apoyado en los primeros estudios arqueológicos) concluyó en algo similar. Lo que hoy en día se acepta es la confederación entre las culturas de los Caranquis, Quitus, Yumbos y Puruhaes, para repeler la conquista Inca.
Los complejos arqueológicos como Tulipe, La Florida, Rumipamba, Rumicucho y Cochasquí que demuestran que las culturas Yumbo, Quitu y Caranqui tuvieron un fuerte comercio entre sí, tienen muy marcada su delimitación de los territorios abarcados por cada una de estas culturas, lo cual probaría que no tuvieron una unidad política ni cultural. Por todo se podría decir que no hay la posibilidad de que haya podido existir alguna clase de estado o reino con sede en Quito.
Otras pruebas arqueológicas han descartado la existencia de tal Estado. Por ejemplo, los hallazgos arqueológicos rechazan la existencia de una cultura pre-Caranqui en la actual Imbabura, que haya sido extirpada de ese lugar. Otro punto contradictorio es que la afirmación de que los quitus hayan sido conquistados culturalmente por los llamados caras (caranquis), pues se sabe que Quito habría estado bajo dominio administrativo de los Kayambis.
Asimismo, la afirmación de que los señoríos que componen la nación caranqui se hayan autodenominado «caras» y que estos hayan venido por mar a las costas ecuatorianas también ha sido cuestionada, junto con otras teorías difusionistas. La arqueóloga e historiadora Tamara Lynn Bray señala:
Esta región corresponde con el territorio que varios autores han asociado con los cara protohistóricos. No obstante, el término cara no se emplea aquí ya que, como se ha argumentado, no existen referencias documentadas que sean a los trabajos de Velasco.

## Mito
La parte de la obra de Juan de Velasco que tiene más crítica es la preincaica. Los estudios de campo en arqueología, antropología y lingüística han cuestionado la existencia de tipo que respalde una unificación cultural en un Reino o Estado de la Sierra centro-norte del Ecuador. Por el contrario, los estudios indican la existencia de una enorme diversidad de culturas y pueblos relacionados pero no unidos. La historia de la conquista inca también es duramente criticada, ya que las crónicas de conquistadores españoles como Pedro Cieza de León, Cabello de Balboa y Sarmiento de Gamboa, entre otros, concuerdan en muy poco con las afirmaciones hechas en el libro.
Las crónicas recopiladas de Juan de Velasco no son consideradas fiables, puesto que las recopiló 250 años después de la conquista de Sudamérica. Una de las fuentes de Velasco, los escritos de Marcos de Niza, tampoco son considerados confiables, ya que Niza era famoso por crear historias fantásticas de lugares en los que en realidad no existía nada. Otras fuentes de padre Juan de Velasco son las historias transmitidas oralmente por los pueblos indígenas y los testimonios del cacique puruhá Jacinto Collahuaso.
La historiografía moderna no considera posible la existencia de algún Estado en el territorio de Quito, mucho menos alguno similar al descrito por Juan de Velasco, dada la completa falta de ausencia arqueológica o la falta de escritos de otros historiadores o cronistas independientes mencionando una monarquía pre-inca instalada en Quito, una cultura cara o unos gobernantes shyris. La idea del «Reino de Quito» es considerada un mito fundacional. No obstante, su existencia fue invocada tras la separación de Ecuador de la Gran Colombia en su Constitución de 1830.
No existe evidencia histórica, salvo la tradición y la leyenda, de la existencia del Reino de Quito. Historiadores como el ecuatoriano Federico González Suárez y el español Marcos Jiménez de la Espada la negaron rotundamente. El historiador ecuatoriano Enrique Ayala Mora concluye:
Hasta no hace mucho, sostener que existió el Reino de Quito en la Época Aborígen era una necesidad de afirmación del patriotismo. Y negarlo era visto como un acto de traición a la patria, como si se dijera que la nación ecuatoriana carecía de raíces históricas [...] Los críticos argumentan que Velasco escribió su obra de memoria, con poca base documental; que su entusiasmo por destacar al Quito que él vivió le llevó a imaginar un “reino” que ningún otro historiador o cronista menciona [...] Esas hermosas narraciones deben ser leídas como leyendas que alimentan el imaginario nacional.

## Difusión literaria
Las investigaciones de Velasco fueron publicadas en 1841, debido a que se encontraba en el exilio cuando las escribió y después las guerras de la independencia pararon los esfuerzos editoriales que se llevaban a cabo en América. Veinte años después de su publicación, serían recogidas literariamente por el poeta Juan León Mera en la obra "La Virgen del Sol", cuando tenía 29 años. El poema fue escrito en 5500 versos que alternan entre hexasílabos, heptasílabos, endecasílabos y alejandrinos. Ahí habla de la princesa Toa, las dinastías Shyris, entre otras referencias a los escritos de Velasco. 
Posteriormente fue popularizada por la novela "Atahuallpa" escrita por Benjamín Carrión donde difunde este y otras leyendas más de Ecuador para dar un origen mítico a ese país. Esta caracterizada por el nacionalismo y haber sido escrita durante el conflicto limítrofe de Ecuador y Perú. Afirma la existencia de los shyris, su supuesta dinastía monárquica y un matrimonio entre una princesa del Reino de Quito con Huayna Capac, fruto del cual nacería Atahuallpa. Carrión usó esto para considerarlo un mestizo y también dar un origen nobiliario a la conquista de Ecuador. 
También fue importante para su popularidad la publicación del libro "El Camino del Sol" por el poeta Jorge Carrera Andrade. A través de ella buscó divulgar los mitos de Ecuador con el fin de dar a conocer literariamente Ecuador. El libro se divide en dos partes, el primero se llama literalmente "El fabuloso Reino de Quito" y el segundo "La tierra siempre es verde". Es una mezcla de reseña histórica de los hechos junto a los mitos y leyendas que fueron recogidos en parte por Velasco y en parte de otros autores que cita Carrera Andrade. 
En la actualidad, se desconoce la existencia del Reino de Quito y en su lugar a este periodo en la historia se lo conoce como los señoríos étnicos de Ecuador.